# Liste des députés de la neuvième législature du Landtag de Bade-Wurtemberg
Les députés de la neuvième législature du Landtag de Bade-Wurtemberg sont les députés du Landtag de Bade-Wurtemberg élus lors des élections régionales de 1984 en Bade-Wurtemberg pour la période 1984-1988.
| Député                  | Groupe parlementaire | Circonscription              | Mandat                          | Remarques                                                       |
| ----------------------- | -------------------- | ---------------------------- | ------------------------------- | --------------------------------------------------------------- |
| Brigitte Adler          | SPD                  | 41 Sinsheim                  | Zweitmandat                     | démissionne le 20 février 1987 (remplacé par Helmut Göschel)    |
| Hans Albrecht           | FDP/DVP              | 44 Enz                       | Zweitmandat                     |                                                                 |
| Ernst Arnegger          | CDU                  | 67 Bodensee                  | Direktmandat                    |                                                                 |
| Theo Balle              | CDU                  | 07 Esslingen                 | Direktmandat                    |                                                                 |
| Kurt Bantle             | SPD                  | 59 Waldshut                  | Zweitmandat                     |                                                                 |
| Ernst Waldemar Bauer    | FDP/DVP              | 07 Esslingen                 | Zweitmandat                     |                                                                 |
| Franz Baum              | CDU                  | 66 Biberach                  | Zweitmandat                     |                                                                 |
| Werner Baumhauer        | CDU                  | 24 Heidenheim                | Direktmandat                    |                                                                 |
| Wolfgang Bebber         | SPD                  | 19 Eppingen                  | Zweitmandat                     |                                                                 |
| Hans Beerstecher        | SPD                  | 12 Ludwigsburg               | Zweitmandat                     |                                                                 |
| Friedrich Bergmann      | FDP/DVP              | 09 Nürtingen                 | Zweitmandat                     |                                                                 |
| Andreas von Bernstorff  | GRÜNE                | 34 Heidelberg                | Zweitmandat                     | démissionne le 29 mai 1986 (remplacé par Georg Habs-Hoffschrör) |
| Frieder Birzele         | SPD                  | 10 Göppingen                 | Zweitmandat                     |                                                                 |
| Gerhard Bloemecke       | CDU                  | 37 Mannheim III              | Direktmandat                    |                                                                 |
| Rainer Brechtken        | SPD                  | 15 Waiblingen                | Zweitmandat                     |                                                                 |
| Ulrich Brinkmann        | SPD                  | 48 Breisgau                  | Zweitmandat                     |                                                                 |
| Liselotte Bühler        | SPD                  | 04 Stuttgart IV              | Zweitmandat                     |                                                                 |
| Wolfgang Daffinger      | SPD                  | 39 Weinheim                  | Zweitmandat                     |                                                                 |
| Rudolf Decker           | CDU                  | 06 Leonberg                  | Direktmandat                    |                                                                 |
| Josef Dreier            | CDU                  | 68 Wangen                    | Direktmandat                    |                                                                 |
| Rudolf Eberle           | CDU                  | 59 Waldshut                  | Direktmandat                    | décédé le 17 novembre 1984 (remplacé par Peter Straub)          |
| Jürgen Eisele           | CDU                  | 31 Ettlingen                 | Direktmandat                    |                                                                 |
| Hinrich Enderlein       | FDP/DVP              | 62 Tübingen                  | Zweitmandat                     |                                                                 |
| Günter Erlewein         | SPD                  | 18 Heilbronn                 | Zweitmandat                     |                                                                 |
| Heinz Eyrich            | CDU                  | 58 Lörrach                   | Direktmandat                    |                                                                 |
| Gundolf Fleischer       | CDU                  | 48 Breisgau                  | Direktmandat                    |                                                                 |
| Alfred Geisel           | SPD                  | 26 Aalen                     | Zweitmandat                     |                                                                 |
| Roland Gerstner         | CDU                  | 32 Rastatt                   | Direktmandat                    |                                                                 |
| Karl Göbel              | CDU                  | 64 Ulm                       | Direktmandat                    |                                                                 |
| Heinz Goll              | SPD                  | 32 Rastatt                   | Zweitmandat                     |                                                                 |
| Helmut Göschel          | SPD                  | 41 Sinsheim                  | suppléant pour un Zweitmandat   | remplace Brigitte Adler en février 1987                         |
| Theo Götz               | CDU                  | 61 Hechingen-Münsingen       | Direktmandat                    |                                                                 |
| Werner Grunert          | SPD                  | 06 Leonberg                  | Zweitmandat                     |                                                                 |
| Egon Gushurst           | CDU                  | 33 Baden-Baden               | Direktmandat                    |                                                                 |
| Friedrich Haag          | FDP/DVP              | 02 Stuttgart II              | Zweitmandat                     |                                                                 |
| Heinrich Haasis         | CDU                  | 63 Balingen                  | Direktmandat                    |                                                                 |
| Georg Habs-Hoffschrör   | GRÜNE                | 34 Heidelberg                | suppléant pour un Zweitmandat   | remplace Andreas von Bernstorff le 2 juin 1986                  |
| Annemarie Hanke         | CDU                  | 09 Nürtingen                 | suppléante pour un Direktmandat | remplace Friedrich Volz le 20 mai 1988                          |
| Josef Wilhelm Hauser    | CDU                  | 10 Göppingen                 | Direktmandat                    | décédé le 12 août 1984 (remplacé par Dieter Remppel)            |
| Heinz Heckmann          | CDU                  | 29 Bruchsal                  | Direktmandat                    |                                                                 |
| Winfried Hermann        | GRÜNE                | 02 Stuttgart II              | Zweitmandat                     |                                                                 |
| Felix Hodapp            | CDU                  | 52 Kehl                      | Direktmandat                    |                                                                 |
| Fritz Hopmeier          | CDU                  | 08 Kirchheim                 | Direktmandat                    |                                                                 |
| Peter Hund              | SPD                  | 24 Heidenheim                | Zweitmandat                     |                                                                 |
| Klaus-Dieter Käser      | GRÜNE                | 47 Freiburg II               | suppléant pour un Zweitmandat   | remplace Thilo Weichert le 3 juin 1986                          |
| Ernst Keitel            | CDU                  | 22 Schwäbisch Hall           | Direktmandat                    |                                                                 |
| Kurt Kempf              | SPD                  | 54 Villingen-Schwenningen    | Zweitmandat                     | démissionne le 26 décembre 1985 (remplacé par Julius Redling)   |
| Bernd Kielburger        | SPD                  | 44 Enz                       | Zweitmandat                     |                                                                 |
| Eugen Klunzinger        | CDU                  | 05 Böblingen                 | Direktmandat                    |                                                                 |
| Hans Dieter Köder       | SPD                  | 05 Böblingen                 | Zweitmandat                     |                                                                 |
| Fritz Kuhn              | GRÜNE                | 62 Tübingen                  | Zweitmandat                     |                                                                 |
| Rolf Kurz               | CDU                  | 15 Waiblingen                | Direktmandat                    |                                                                 |
| Karl Lang               | CDU                  | 12 Ludwigsburg               | Direktmandat                    |                                                                 |
| Ulrich Lang             | SPD                  | 22 Schwäbisch Hall           | Zweitmandat                     |                                                                 |
| Hugo Leicht             | CDU                  | 42 Pforzheim                 | Direktmandat                    |                                                                 |
| Gotthilf Link           | CDU                  | 19 Eppingen                  | Direktmandat                    |                                                                 |
| Eberhard Lorenz         | SPD                  | 64 Ulm                       | Zweitmandat                     |                                                                 |
| Alfons Maurer           | CDU                  | 69 Ravensburg                | Direktmandat                    |                                                                 |
| Ulrich Maurer           | SPD                  | 03 Stuttgart III             | Zweitmandat                     |                                                                 |
| Robert Maus             | CDU                  | 57 Singen                    | Direktmandat                    |                                                                 |
| Gerhard Mayer-Vorfelder | CDU                  | 02 Stuttgart II              | Direktmandat                    |                                                                 |
| Wolfram Meyer           | CDU                  | 28 Karlsruhe II              | Direktmandat                    |                                                                 |
| Walter Mogg             | SPD                  | 61 Hechingen-Münsingen       | Zweitmandat                     |                                                                 |
| Jürgen Morlok           | FDP/DVP              | 27 Karlsruhe I               | Zweitmandat                     |                                                                 |
| Herbert Moser           | SPD                  | 55 Tuttlingen-Donaueschingen | Zweitmandat                     |                                                                 |
| Hermann Mühlbeyer       | CDU                  | 20 Neckarsulm                | Direktmandat                    |                                                                 |
| Helmut Münch            | SPD                  | 36 Mannheim II               | Direktmandat                    |                                                                 |
| Karl Nicola             | SPD                  | 49 Emmendingen               | Zweitmandat                     |                                                                 |
| Elisabeth Nill          | SPD                  | 07 Esslingen                 | Zweitmandat                     |                                                                 |
| Günther Oettinger       | CDU                  | 13 Vaihingen                 | Direktmandat                    |                                                                 |
| Helmut Ohnewald         | CDU                  | 25 Schwäbisch Gmünd          | Direktmandat                    |                                                                 |
| Karl Östreicher         | CDU                  | 21 Hohenlohe                 | Direktmandat                    |                                                                 |
| Guntram Martin Palm     | CDU                  | 16 Schorndorf                | Direktmandat                    |                                                                 |
| Manfred Pfaus           | CDU                  | 38 Neckar-Odenwald           | Direktmandat                    |                                                                 |
| Ernst Pfister           | FDP/DVP              | 55 Tuttlingen-Donaueschingen | Zweitmandat                     |                                                                 |
| Horst Poller            | CDU                  | 04 Stuttgart IV              | Direktmandat                    |                                                                 |
| Hermann Precht          | SPD                  | 67 Bodensee                  | Zweitmandat                     |                                                                 |
| Josef Rebhan            | CDU                  | 53 Rottweil                  | Direktmandat                    |                                                                 |
| Ludger Reddemann        | CDU                  | 46 Freiburg I                | Direktmandat                    |                                                                 |
| Julius Redling          | SPD                  | 54 Villingen-Schwenningen    | suppléant pour un Zweitmandat   | remplace Kurt Kempf le 7 janvier 1986                           |
| Peter Reinelt           | SPD                  | 58 Lörrach                   | Zweitmandat                     |                                                                 |
| Dieter Remppel          | CDU                  | 10 Göppingen                 | suppléant pour un Direktmandat  | remplace Josef Wilhelm Hauser en août 1984                      |
| Gerhard Remppis         | SPD                  | 08 Kirchheim                 | Zweitmandat                     |                                                                 |
| Albert Reuter           | CDU                  | 23 Main-Tauber               | Direktmandat                    |                                                                 |
| Hans Roth               | CDU                  | 44 Enz                       | Direktmandat                    |                                                                 |
| Robert Ruder            | CDU                  | 51 Offenburg                 | Direktmandat                    |                                                                 |
| Barbara Schäfer-Wiegand | CDU                  | 27 Karlsruhe I               | Direktmandat                    |                                                                 |
| Alois Schätzle          | CDU                  | 49 Emmendingen               | Direktmandat                    |                                                                 |
| Hermann Schaufler       | CDU                  | 60 Reutlingen                | Direktmandat                    |                                                                 |
| Gerhart Scheuer         | CDU                  | 39 Weinheim                  | Direktmandat                    |                                                                 |
| Rezzo Schlauch          | GRÜNE                | 01 Stuttgart I               | Zweitmandat                     |                                                                 |
| Dietmar Schlee          | CDU                  | 70 Sigmaringen               | Direktmandat                    |                                                                 |
| Erich Schneider         | CDU                  | 17 Backnang                  | Direktmandat                    |                                                                 |
| Norbert Schneider       | CDU                  | 45 Freudenstadt              | Direktmandat                    |                                                                 |
| Alfred Schöffler        | SPD                  | 20 Neckarsulm                | Zweitmandat                     |                                                                 |
| Ventur Schöttle         | CDU                  | 65 Ehingen                   | Direktmandat                    |                                                                 |
| Günter Schrempp         | SPD                  | 47 Freiburg II               | Direktmandat                    |                                                                 |
| Marianne Schultz-Hector | CDU                  | 03 Stuttgart III             | Direktmandat                    |                                                                 |
| Joachim Schütz          | GRÜNE                | 06 Leonberg                  | Zweitmandat                     |                                                                 |
| Gerd Schwandner         | GRÜNE                | 44 Enz                       | Zweitmandat                     |                                                                 |
| Hermann Seimetz         | CDU                  | 11 Geislingen                | Direktmandat                    |                                                                 |
| Michael Sieber          | CDU                  | 40 Schwetzingen              | Direktmandat                    |                                                                 |
| Helga Solinger          | SPD                  | 02 Stuttgart II              | Zweitmandat                     |                                                                 |
| Walter Spagerer         | SPD                  | 35 Mannheim I                | Direktmandat                    |                                                                 |
| Lothar Späth            | CDU                  | 14 Bietigheim-Bissingen      | Direktmandat                    |                                                                 |
| Ulrich Stechele         | CDU                  | 18 Heilbronn                 | Direktmandat                    |                                                                 |
| Wilfried Steuer         | CDU                  | 66 Biberach                  | Direktmandat                    |                                                                 |
| Dieter Stoltz           | SPD                  | 27 Karlsruhe I               | Zweitmandat                     |                                                                 |
| Peter Straub            | CDU                  | 59 Waldshut                  | suppléant pour un Direktmandat  | remplace Rudolf Eberle en novembre 1984                         |
| Roland Ströbele         | CDU                  | 55 Tuttlingen-Donaueschingen | Direktmandat                    |                                                                 |
| Hans-Dieter Stürmer     | GRÜNE                | 46 Freiburg I                | Zweitmandat                     |                                                                 |
| Gerd Teßmer             | SPD                  | 38 Neckar-Odenwald           | Zweitmandat                     |                                                                 |
| Erwin Teufel            | CDU                  | 54 Villingen-Schwenningen    | Direktmandat                    |                                                                 |
| Arnold Tölg             | CDU                  | 43 Calw                      | Direktmandat                    |                                                                 |
| Klaus von Trotha        | CDU                  | 56 Konstanz                  | Direktmandat                    |                                                                 |
| Jörg Ueltzhöffer        | SPD                  | 37 Mannheim III              | Zweitmandat                     |                                                                 |
| Karl Theodor Uhrig      | CDU                  | 50 Lahr                      | Direktmandat                    |                                                                 |
| Waltraud Ulshöfer       | GRÜNE                | 14 Bietigheim-Bissingen      | Zweitmandat                     |                                                                 |
| Kurt Vollmer            | FDP/DVP              | 15 Waiblingen                | Zweitmandat                     |                                                                 |
| Eugen Volz              | CDU                  | 26 Aalen                     | Direktmandat                    |                                                                 |
| Friedrich Volz          | CDU                  | 09 Nürtingen                 | Direktmandat                    | décédé le 16 mai 1988 (remplacé par Annemarie Hanke)            |
| Karl Weber              | CDU                  | 34 Heidelberg                | Direktmandat                    |                                                                 |
| Thilo Weichert          | GRÜNE                | 47 Freiburg II               | Zweitmandat                     | démissionne le 29 mai 1986 (remplacé par Klaus-Dieter Käser)    |
| Gerd Weimer             | SPD                  | 62 Tübingen                  | Zweitmandat                     |                                                                 |
| Karl Weingärtner        | SPD                  | 60 Reutlingen                | Zweitmandat                     |                                                                 |
| Werner Weinmann         | SPD                  | 09 Nürtingen                 | Zweitmandat                     |                                                                 |
| Gerhard Weiser          | CDU                  | 41 Sinsheim                  | Direktmandat                    |                                                                 |
| Gerhard Weng            | CDU                  | 62 Tübingen                  | Direktmandat                    |                                                                 |
| Peter Wetter            | CDU                  | 01 Stuttgart I               | Direktmandat                    |                                                                 |
| Karl-Peter Wettstein    | SPD                  | 40 Schwetzingen              | Zweitmandat                     |                                                                 |
| Claus Weyrosta          | SPD                  | 14 Bietigheim-Bissingen      | Zweitmandat                     |                                                                 |
| Brigitte Wimmer         | SPD                  | 28 Karlsruhe II              | Zweitmandat                     |                                                                 |
| Helmut Wirth            | CDU                  | 30 Bretten                   | Direktmandat                    |                                                                 |